# Graellsia hederifolia
Graellsia hederifolia är en korsblommig växtart som först beskrevs av Ernest Saint-Charles Cosson, och fick sitt nu gällande namn av Hyam och Stephen Leonard Jury. Graellsia hederifolia ingår i släktet Graellsia och familjen korsblommiga växter.

## Underarter
Arten delas in i följande underarter:
- G. h. cossonii
- G. h. hederifolia